# Mehrdimensionales Lernen
Als Mehrdimensionales Lernen bezeichnet man in der Unterrichtslehre eine Methode des Lernens, die eine Reihe verschiedener Fähigkeiten für den Aneignungsprozess miteinander verknüpft und in unterschiedlichen Lernformen kombiniert. Durch die Verbindung mehrerer Dimensionen des Lernvermögens und mehrerer Lernverfahren wird ein intensiveres und nachhaltigeres Verarbeiten des Lernstoffs möglich.

## Etymologie
Der Begriff „Mehrdimensionales Lernen“ (von lateinisch dimensio = Ausdehnung, figural Menschliches Fähigkeitsspektrum) umschreibt in der Didaktik die Ausdehnung und Erweiterung des Lernens auf mehrere Bereiche des Fähigkeitsspektrums, die für die Weltaneignung aktivierbar sind. Er erfasst dabei einerseits die Vielfalt an Perspektiven der Stoffseite und andererseits die persönlichen Zugriffsmöglichkeiten dessen, der sich mit ihnen auseinandersetzt.

## Begriffsentstehung
Der Schweizer Pädagoge und Sozialreformer Johann Heinrich Pestalozzi propagierte bereits mit seiner 1801 veröffentlichten Idee einer „Elementarbildung“, die er in seinen Erziehungsstätten seit mehreren Jahren praktizierte, ein Lernen mit „Kopf, Herz und Hand“. Er verstand darunter ein Zusammenführen der intellektuellen, sittlich-religiösen und handwerklichen Fähigkeiten des Kindes. Pestalozzi rückte damit die Ganzheit des Kindes beim Lernen in den Blickpunkt und nahm bereits in Ansätzen das Konzept einer ganzheitlichen Pädagogik voraus, das dann, etwa durch die Reformpädagogik, aufgenommen und weiter entwickelt wurde. In der Gestaltpädagogik der USA spricht George I. Brown in den 1970er Jahren von einer „confluent education“ („einer zusammenfließenden Erziehung“) und betont damit das integrative Moment seines Erziehungsanspruchs. Die Heilpädagogik sieht sich dem Prinzip der Ganzheitlichen Behandlung bis heute in besonderem Maße verpflichtet.
„Ganzheitliche Erziehung“ gehört heute zum Standardprogramm der Pädagogik. Der Begriff „Ganzheitliches Lernen“ krankt jedoch an seiner Abstraktheit. Er taugte als Kampfbegriff gegen die zunehmende Spezialisierung und einseitige Intellektualisierung, nicht aber für eine konkrete Neugestaltung der Lernprozesse. In der Summe folgt schließlich auch das fächergegliederte Schulsystem einem ganzheitlichen Bildungsgedanken. Pestalozzis Dreiteilung war als Denkansatz richtungweisend, als Hilfe für eine methodische Umsetzung aber noch zu pauschal gehalten.
Der Begriff „Mehrdimensionales Lernen“ wurde 1974 von Siegbert Warwitz in die didaktische Diskussion eingeführt. Er rückt die Vielschichtigkeit der Lernansätze in den Fokus und vermeidet den Verdacht, man müsse und könne sämtliche Lernfähigkeiten gleichzeitig aktivieren, was weder möglich noch notwendig ist für erfolgreiche Lernprozesse.
Der Begriff „Mehrdimensionales Lernen“ entstand im Zusammenhang mit der Modernisierung des Projektunterricht. Es ging darum, die verschiedenen Sachaspekte eines Lernstoffs durch die Mobilisierung verschiedener Lernpotenzen und Arbeitsmethoden besser zugänglich zu machen. Die Bearbeitung einer komplexen und komplizierten Aufgabe oder eines bedeutenden Problemfeldes erfordert nach Warwitz einen fächerübergreifenden Zugriff, mit dem ein entsprechendes mehrdimensionales Lernen auf Seiten des Lernenden korrespondieren muss. Unter Lerndimensionen versteht er die vielfältigen Fähigkeiten und Zugriffsmöglichkeiten, mit denen sich Kinder die Welt um sich herum erschließen. Sie erwachsen aus ihrer Sensorik, Motorik, Emotionalität, Kognition, ihrem Interessenfeld, ihrer Sozialität, ihrem Wertebewusstsein. Jedes Kind unterscheidet sich dabei in den von ihm favorisierten Lernformen. Während ein Kind bevorzugt durch persönliches Ausprobieren, nach der Methode „Versuch und Irrtum“, lernt, folgt ein anderes eher dem Wege des Lernens durch unmittelbare „Einsicht“. Aber auch die Gegebenheiten der Umwelt erfordern unterschiedliche Aneignungsweisen. So sollten etwa Erkenntnisse über Verkehrsgefahren weniger über praktische Eigenerfahrungen als über logische Denkprozesse erworben werden. Andererseits muss das Lernen eines Gedichts nicht auf rein kognitivem Wege oder durch drillmäßiges Einpauken erfolgen. Der inzwischen in der Didaktik etablierte Begriff „Mehrdimensionales Lernen“ diente dazu, „Ganzheitliche Erziehung“ differenzierter zu sehen, konkreter zu erschließen und für die praktischen Lernprozesse präziser zu formulieren.

## Anthropologische Grundlagen
Der Mensch ist in seiner Wesensart mehrdimensional angelegt. Er verfügt über eine Vielfalt von Bedürfnissen, Interessen, Fähigkeiten und Fertigkeiten, die aus seiner physischen, geistigen und seelischen Wesensart erwachsen. Sie ermöglichen es, ein breites Spektrum menschlichen Lernpotenzials zu mobilisieren. Eine Reduzierung auf eindimensionales Lernen verengt, eine Integration der vielfältigen Facetten des Fähigkeitsspektrums erweitert das Lernpotenzial. Hierzu gehören etwa die sensitive, die kognitive, die physische, die emotionale oder die soziale Lerndimension. Aus dem didaktisch-methodischen Zusammenführen von Sinneseindrücken, praktischen Erfahrungen, manuellen Fertigkeiten, kognitiven Erkenntnissen, kreativen Ideen und sozialen Kompetenzen erwachsen lernpsychologisch Koppelungseffekte, die den Lernerfolg nicht nur addieren, sondern potenzieren können.

## Charakteristik
Komplexe Aufgaben erfordern zu ihrer Erschließung komplexe Methoden. Diese wiederum legen die Aktivierung eines breiten Fähigkeitsspektrums nahe. Unterschiedliche Sachaspekte des Lernstoffs legen zudem unterschiedliche Betrachtungs- und Vorgehensweisen durch den Lernenden nahe.
Das „Mehrdimensionale Lernen“ strebt eine strukturelle Veränderung der Lernprozesse an, um einerseits den unterschiedlichen Lernvoraussetzungen, andererseits den verschiedenen Sachaspekten des Lernstoffes bestmöglich gerecht zu werden. Mehrdimensionales Lehren und Lernen hat daher nach Warwitz eine doppelte Bedeutung:
1. Einerseits charakterisiert es die Aktivierung verschiedener Lernpotenzen beim Lernenden, etwa das Zusammenführen seiner sensitiven, intellektuellen, manuellen, handwerklichen, technischen oder kreativen Fähigkeiten.
2. Andererseits steht es für die Verbindung einer Reihe unterschiedlicher Lernformen im Methodischen, etwa für die Koppelung observativer (beobachtender), explorativer (entdeckender), analytischer (verstehender), experimenteller (ausprobierender) oder sozialer (kooperierender) Lerntechniken.

Der Erwerb von Verkehrstüchtigkeit vollzieht sich beispielsweise für das Grundschulkind über eine Mischung aus Tätigkeiten wie Malen, Basteln, Beobachten, Vergleichen, Analysieren, Diskutieren, spielerischem Ausprobieren von Verkehren und Regelfinden. Mehrdimensionales Lehren und Lernen ist charakteristisch für die Arbeit in fächerübergreifenden Projekten. Es bewährt sich jedoch auch in jedem Fachunterricht.
Mehrdimensionales Lernen greift auf die natürlichen Aneignungsprozesse des Kindes zurück: Ein nicht verschultes Kind lernt nach Warwitz/Rudolf jenseits der schulischen Fächereinteilung in ständigem Wechsel und in Kombination von
- Sensorischer Kontaktaufnahme: An-fassen, Be-greifen, Er-tasten, Ein-fühlen, Ein-sehen, An-hören, Be-schmecken, Be-riechen (= Sensorisches Lernen)
- Zuschauen, Beobachten (= Observatives Lernen)
- Praktischem Ausprobieren, Versuchen, Experimentieren (= Motorisches, Manuelles Lernen)
- Fragen, Erläutern, Vergleichen, Untersuchen, Zerlegen, Verstehen (= Analytisch-verstehendes Lernen)
- Vorstellen, Nachdenken, Erläutern, Beschreiben (= Eidetisches, Mentales Lernen)
- Erleben, Erfühlen (= Emotional-affektives Lernen)
- Gemeinsamem Handeln, Reflektieren, Diskutieren, Erleben (= Sozial-affektives Lernen)

Anders als das „Ganzheitliche Lernen“ begrifflich nahelegt, kommen beim „Mehrdimensionalen Lernen“ nicht immer alle grundsätzlich möglichen Lernpotenzen zum Einsatz. Vielmehr werden nur diejenigen aktiviert, die von den sachlichen Erfordernissen der Aufgabe her sich anbieten bzw. seitens des Lernenden überhaupt zur Verfügung stehen. Wesentlich ist die Eröffnung mehrerer Lernzugänge, die zu einer Steigerung des Lernerfolgs beizutragen geeignet sind. So lernt das Kind nach diesem Lernmodell beispielsweise Vokabeln in Verbindung von Lesen, Sprechen, Hören, Schreiben, Vergleichen, Rhythmisieren, in Sätze Bringen, gegenseitigem Abfragen.

## Lernvorteile
Eindimensionalität bedeutet beim Lernen auch Einseitigkeit der Beanspruchung. Rein kognitive Lernanforderungen können das Lerngeschehen für eher praktisch veranlagte Kinder erschweren und sie demotivieren. Das Beanspruchen mehrerer Lerndimensionen hat nach Warwitz dagegen eine Reihe von Vorteilen:
- Es handelt sich um ein „natürliches“ Lernen, wie es Kinder außerhalb der Fächergliederung von sich aus praktizieren.
- Es ermöglicht das Berücksichtigen der unterschiedlichen Lernvoraussetzungen, das Eingehen auf die unterschiedlichen Veranlagungen der Lernenden.
- Lerneffizienz und Lernfreude lassen sich mit dieser kindgemäßen Lernweise deutlich steigern.
- Mehrdimensionales Lernen ermöglicht breiter angelegte Einsichten und besser fundiertes Wissen. Es ist zudem nachhaltiger angelegt, weil es auf mehreren Lernebenen erarbeitet und gespeichert wird.
- Der einzelne Fachunterricht gewinnt durch Methodenvielfalt an Attraktivität.

## Praxisbeispiele
Das Doppelprojekt Schwimmen und Retten dokumentiert einen Unterricht im Rahmen der Rettungsschwimmerausbildung der Deutschen Lebens-Rettungs-Gesellschaft (DLRG): Zielvorstellung ist, den angehenden Lebensrettern über die grundlegenden physischen und technischen Fertigkeiten im Schwimmen, Tauchen, Retten und Wiederbeleben hinaus auch Qualifikationen im biologisch-medizinischen Bereich, bei den Wassergefahren, in der Unfallkunde, bei Rechtsproblemen zu vermitteln und ethische Fragen im Zusammenhang mit der Rettung von Leben (Verantwortungsübernahme, Rettungspflicht, Ehrenamt in der DLRG) zu reflektieren. Die Kursteilnehmer werden in ihren sportlichen, technischen, organisatorischen, intellektuellen Kompetenzen ebenso wie in der Selbstprüfung ihrer sozialen Einstellung und Kooperationsbereitschaft gefordert.
Die Kinderspiele von Pieter Bruegel d. Ä. sind als dreiwöchiges Projekt eines dritten Schuljahrs konzipiert. Die Kinder dürfen die Spiele des Jahres 1560 aus den Niederlanden entdecken, deuten, erklären, mit Regeln versehen, spielen, kollagieren und schließlich in einem eigenen Spielebuch erfassen.
In der Verkehrspädagogik ist mehrdimensionales Lernen beispielsweise in Form der Projekte Schulwegspiel oder Fußgängerdiplom dokumentiert: Die Kinder werden nicht über das „richtige“ Verhalten auf dem Schulweg belehrt, sondern erarbeiten sich eigenständig über mehrere Lernwege ein angemessenes Verkehrsverhalten.

## Alltagsprobleme
Mehrdimensionales Lehren und Lernen ist anspruchsvoll, weil es Lehrer wie Schüler mehrfach fordert. Es braucht organisatorische Rahmenbedingungen und didaktisch ausgebildete Lehrer mit der Bereitschaft zu Teamarbeit und Investition von Zeit. Wegen des erhöhten Aufwands und der Kompetenzanforderungen kommt diese Lernform daher in der Unterrichtspraxis, obwohl auch hier sinnvoll, weniger im Regelunterricht, mehr bei der Bearbeitung von bedeutenden, komplexen, komplizierten Aufgabenstellungen in fächerübergreifenden Projekten zur Anwendung.